# Georg Kraus Stiftung
Die Georg Kraus Stiftung ist eine gemeinnützige Stiftung für Entwicklungszusammenarbeit mit Sitz in Hagen. Laut Satzung fördert die Stiftung die Entwicklungszusammenarbeit, insbesondere von Projekten vor Ort durch fachlich geeignete Organisationen. Dabei sollen vorwiegend kleinere Projekte in den Entwicklungsländern (mit-)finanziert und die Kosten des Einsatzes von entsprechendem Fachpersonal übernommen sowie damit zusammenhängende Maßnahmen von Bildung und Wissenschaft ermöglicht werden.

## Entstehung
Die Stiftung wurde 1997 von Anne und Hans-Georg Kraus gegründet. Sie ist Nachfolgerin der von Wikinger Reisen gegründeten „Gesellschaft zur Förderung konkreter Entwicklungsprojekte“ (GFE), die in den 1980er und 1990er Jahren als e. V. jährlich aus Spenden von Gästen, Reiseleitern und Mitarbeitern der Firma Wikinger GmbH kleine lokale Projekte in der so genannten „Dritten Welt“ hauptsächlich in Asien und Südamerika unterstützte. Mit der Gründung der Stiftung wurde beschlossen, die Internationale Entwicklungszusammenarbeit auszuweiten mit dem unveränderten Ziel, die erforderlichen Mittel direkt vor Ort in Kooperation mit den dortigen Bewohnern zu investieren. Mit dem Ausscheiden des Wikinger-Gründers Hans-Georg Kraus aus der Geschäftsführung zur Jahrtausendwende und der Übertragung von 20 % der Kapitalanteile auf die Stiftung sowie weiteren finanziellen Einlagen, nahm die Stiftung einen erheblichen Aufschwung und konnte ihre Ziele nun im größeren Umfang verwirklichen. Durch  Zustiftungen werden Vermögenswerte dem Stiftungsvermögen der GKS dauerhaft zugeführt. Unselbstständige Stiftungen verwaltet die GKS mit, mit dem jeweiligen Ertrag werden ein oder mehrere eigene Projekte in der Dritten Welt gefördert. Seit Frühjahr 2014 war Erich G. Fritz, Mitglied des Deutschen Bundestags von 1990 bis 2013, Stiftungsvorsitzender. Seit dem 1. Januar 2024 ist Carola Kraus Stiftungsvorsitzende.

## Ziele der Stiftung

### Internationale Entwicklungszusammenarbeit
Es werden schwerpunktmäßig Bildungsmaßnahmen für Frauen, Kinder und Jugendliche gefördert. Gefördert werden soll Hilfe zur Selbsthilfe sowie Bildung als Weg aus der Armut. Frauen werden insbesondere dahingehend unterstützt, dass sie in die Lage versetzt werden sollen, dauerhaft ihre Familien zu ernähren.

### Förderung der Kommunikation im Alter – „Nicht allein und nicht im Heim“
Die Stiftung unterstützt die Bildung von aktiven Hausgemeinschaften. Diese fördert eine lebendige Nachbarschaft und soll Vereinsamung und Anonymität verhindern. Mit gegenseitiger Unterstützung im Alltag und, wo nötig, mit externer professioneller Hilfe, können die meisten Bewohner lange selbstständig in der eigenen Wohnung bleiben, auch bei Hilfebedarf und Behinderung. Die Stiftung unterhält ein eigenes Projekt im Zentrum von Solingen-Wald mit 17 Wohneinheiten für Singles und Paare. Ein weiteres Projekt im Zentrum von Hagen (am Elbersufer) wurde im Herbst 2011 eingeweiht. Für beide Projekte stellt die Stiftung einen freien Mitarbeiter zur Verfügung.

## Stiftungsbotschafter-Organisation
2009 wurde eine bundesweite Botschafter-Organisation gegründet mit regionalen Gruppen in Berlin, Hamburg, Köln, Hagen, Frankfurt, Nürnberg und München. Den Botschaftern werden Projektreisen angeboten, um Projekte vor Ort in Entwicklungsländern zu besichtigen.

## Projekte
2022 wurde von der Stiftung folgende Projekte aufgelistet:
- auf dem afrikanischen Kontinent in Burundi, Guinea-Bissau, auf den Kapverden, in Kenia, Mali, Uganda, Senegal, Burkina Faso, Gambia, Togo, Niger, DR Kongo, Tansania, Namibia und Malawi
- in Asien in Indien, Laos und Nepal
- in Süd- und Mittelamerika in Bolivien, Ecuador, Guatemala, Kolumbien und Peru